# مسعود اسداللهی
مسعود اسداللهی با نام اصلی محمود اسداللهی (۹ مهر ۱۳۲۳ – ۲۰ مرداد ۱۴۰۱) کارگردان، تهیه‌کننده، فیلم‌نامه‌نویس و هنرپیشه سینما و تلویزیون بود.

## پیش از انقلاب
مسعود اسداللهی با نام اصلی محمود اسداللهی  در سال ۱۳۲۳ در محله امیریه تهران زاده شد. او بازیگری در تئاتر را از سن ۱۸ سالگی آغاز کرد و سپس وارد دانشکده هنرهای دراماتیک شد. مسعود اسداللهی در طول تحصیل و پس از آن کار بازیگری خود را ادامه داد و در سال ۱۳۴۶ وارد تلویزیون شد. در سال ۱۳۴۷ با بازی در فیلم آرامش در حضور دیگران به کارگردانی ناصر تقوایی برای نخستین بار در سینما ظاهر شد. عمده شهرت وی در سینما به خاطر کارگردانی دو فیلم همسفر (با بازی گوگوش و بهروز وثوقی) و علی کنکوری (با بازی خودش) و در تلویزیون به خاطر کارگردانی و بازیگری در مجموعه تلویزیونی طلاق است.

## پس از انقلاب

### مجموعه تلویزیونی
مسعود اسداللهی در میانه انقلاب ۱۳۵۷ برای ساخت یک مجموعه تلویزیونی به نام «کوچ» درباره فعالیت‌های کنفدراسیون جهانی محصلین و دانشجویان ایرانی-اتحادیه ملی با بازی آهو خردمند و خسرو شکیبایی و دستیاری رخشان بنی‌اعتماد به لندن و پاریس رفت. اما پس از نزدیک به پنج ماه با پیروزی انقلاب به ایران بازگشت. ساخته او را سه آخوند در ساختمان تلویزیون نگاه کردند و پرسیدند: «تکلیف این بی‌حجابی‌ها چه می‌شود؟» او پاسخ می‌دهد: «من که نمی‌توانم چادر سر مردم کنم». در بخش دیگری از فیلم، یک دختر و پسر دانشجو بودند یکی از روحانیون گفت باید بین آن‌ها صیغه خوانده شود. مسعود اسداللهی با لبخند توضیح می‌دهد: «تئاتر نبود که بگوییم فردا صیغه بخوانند، فیلم بود و باید می‌رفتیم یکی را از یک مملکت و آن یکی را از جای دیگر پیدا می‌کردیم و ... اصلا امکان نداشت.»
مسعود اسداللهی پس از این جریان نام خود را در روزنامه‌ها می‌بیند که باید به زندان اوین مراجعه کند. او در آن روز دیگر هنرمندان را در حال نوشتن توبه‌نامه می‌بینید و می‌گوید: «من نه توبه‌نامه امضا می‌کنم نه چیز دیگر.» اما پس از مدتی به برخی از جمله او و مسعود کیمیایی اجازه فعالیت دادند.

### فیلم قرنطینه
مسعود اسداللهی در دهه ۱۳۶۰ فیلمی به نام قرنطینه ساخت که روزنامه جمهوری اسلامی او را به مائوئیست بودن و وزارت ارشاد به ایجاد نفاق در روحانیت متهم کرد. چون در فیلم، عکس سید محمود طالقانی را در اتاق کردها و عکس خمینی را در فرودگاه گذاشته بودند. به او گفتند: «عکس یکی در جاهای دولتی و آن یکی .... زخم‌هایی که می‌رفت التیام پیدا کند شما بزرگ کردید.»

## خروج از ایران
مسعود اسداللهی پس از ممنوع شدن فعالیت، به واسطه اسدالله عسگراولادی مجوز سفر گرفت و از ایران خارج شد. وی ابتدا به پاریس و بعد به لندن رفت. در آنجا نخستین نمایش خود به نام آینه‌‌ها را به روی صحنه برد و در نمایش اتللو در سرزمین عجایب به کارگردانی غلامحسین ساعدی بازی کرد. پس از آن به آمریکا رفت و در لس آنجلس اقامت گزید. او در مصاحبه‌ای  از نسل اول مهاجران ایرانی انتقاد کرده و گفته بود این گروه در آمریکا نه از آموزه‌های جدید این کشور بهره بردند و نه توانستند چیزهایی را که از ایران داشتند حفظ‌ کنند.

## درگذشت
اسداللهی پس از یک دوره بیماری، در ۲۰ مرداد ۱۴۰۱ در لس آنجلس درگذشت.

## آثار

### کارگردانی
- قرنطینه (۱۳۶۱)
- بابا خالدار (۱۳۵۴)
- همسفر (۱۳۵۴)
- علی کنکوری (۱۳۵۲)

### بازیگری
- رمبو ۳ (۱۹۸۸)
- قرنطینه (۱۳۶۱)
- پسرک (۱۳۵۵)
- بابا خالدار (۱۳۵۴)
- علی کنکوری (۱۳۵۲)
- درشکه‌چی (۱۳۵۰)
- دزد و پاسبان (۱۳۴۹)
- آرامش در حضور دیگران (۱۳۴۹)

### فیلمنامه
- قرنطینه (۱۳۶۱)
- در شهر خبری نیست (۱۳۵۶)
- بابا خالدار (۱۳۵۴)
- همسفر (۱۳۵۴)
- علی کنکوری (۱۳۵۲)
- بدنام (۱۳۵۰)
- پل (۱۳۵۰)
- راز درخت سنجد (۱۳۵۰)
- دزد و پاسبان (۱۳۴۹)

### تهیه‌کننده
- قرنطینه (۱۳۶۱)

### طرح اولیه داستان
- یک چمدان سکس (۱۳۵۰)[۶]

### تلویزیون
- مجموعه پیوند (۱۳۴۸–۱۳۴۶)
- مجموعه آدم و حوا (نویسنده، کارگردان و بازیگر) (۱۳۵۰)
- مجموعه آقای شاکی (بازیگر)
- مجموعه طلاق (نویسنده، کارگردان و بازیگر) (۱۳۵۶)
- شو شب سال مار (نویسنده، کارگردان و بازیگر) (۱۳۵۶)
- مجموعه کوچ (۱۳۵۷) نمایش داده نشد